# Орден Военных заслуг (Марокко)
Орден Военных заслуг — государственная награда Королевства Марокко за военные заслуги.

## История
12 апреля 1976 года король Марокко Хасан II внёс изменения в статут ордена Военных заслуг Шарифиана, который был возвращён как в момент его учреждения в 1910 году к одному классу, и стал вручаться за исключительные военные заслуги и храбрость в бою. Учреждённые ранее его классы были переданы к учреждаемому ордену Военных заслуг, вручение которого определяется за военные заслуги в мирное время для высшего и старшего офицерского состава марокканской армии и флота. Для младшего офицерского состава и унтер-офицеров зарезервированы младшие классы ордена.
Вводились квоты на награждение каждым из классов.

## Степени
Пять классов:
| Класс            | Большая лента      | Великий офицер | Командор | Офицер | Кавалер |
| Орденская планка |                    |                |          |        |         |
| Квота            | до 10 одновременно | до 30          | до 150   | до 500 | до 5000 |

## Описание
Знак ордена – круглая медаль, формируемая множеством двугранных заострённых лучиков, на которую помещены два щита (один на другой), между которыми накрест положены две арабские сабли остриями вверх, выходящими за пределы медали. В верхнем щите зелёной эмали с бортиком изображение льва с саблей в передней лапе. На внутреннем щите, коронованном марокканской королевской короной, надписи на арабском языке. К короне крепится кольцо для подвешивания к орденской ленте.
Звезда ордена аналогична знаку, но большего размера.
Орденская лента шёлковая муаровая зелёного цвета с красными полосками по краю и тонкой красной полоской по центру.